# Leichtathletik-Länderkampf der Männer 1971 BR Deutschland – Niederlande
| 8. Leichtathletik-Länderkampf mit bundesdeutscher Beteiligung 1971 | 8. Leichtathletik-Länderkampf mit bundesdeutscher Beteiligung 1971 |
| ------------------------------------------------------------------ | ------------------------------------------------------------------ |
|                                                                    |                                                                    |
| Ländervergleich der Männer: BR Deutschland – Niederlande           |                                                                    |
| Austragungsort                                                     | Münster                                                            |
| Wettbewerbe                                                        | 20                                                                 |
| Datum                                                              | 17. Juli                                                           |
| 1. FRG 2. NLD                                                      | 130 Punkte 081 Punkte                                              |
| Chronik                                                            |                                                                    |
| ← FRG-BEL (M)                                                      | GBR-FRG (M) →                                                      |

Im achten Vergleich des Länderkampfjahres 1971 traten die Männer am 17. Jui in Münster gegen die Niederlande an. In Ingolstadt fand parallel ein Länderkampf gegen Belgien statt, sodass die bundesdeutsche Mannschaft zwei Teams für die beiden Aufeinandertreffen zusammenstellen musste. Die Niederländer waren zum achten Mal Gegner eines deutschen Männermteams in einem Zweiländerkampf mit dem allgemeinen leichtathletischen Programm. Die letzte Begegnung lag allerdings bereits elf Jahre zurück. Zwischenzeitlich waren wie gegen Belgien Ländervergleiche mit den Niederlanden durchgeführt worden, an denen mehr als zwei Teilnehmern teilgenommen hatten, zuletzt 1968. Aus all diesen Begegnungen war Deutschland als Sieger hervorgegangen.

## Wettbewerb und Modus
Auf dem Programm standen die bei Länderkämpfen üblichen zwanzig Disziplinen. Aus dem olympischen Wettbewerbskatalog fehlten nur der Marathonlauf, die beiden Gehdisziplinen und der Zehnkampf. Die Punkte wurden nach dem Standardsystem verteilt.

## Ergebnis
Die niederländischen Vertreter waren in allen Bereichen unterlegen. In Grenzen hielt sich die bundesdeutsche Dominanz im Bereich der Einzelläufe, in dem die Niederlande vier Siege bei zwei Doppelerfolgen erzielten gegenüber sechs Siegen bei vier Doppelerfolgen des bundesdeutschen Teams. Beide Staffeln gingen an die Bundesrepublik. In den technischen Disziplinen waren die bundesdeutschen Leichtathleten hoch überlegen. Hier gab es für die Niederlande lediglich ein Unentschieden im Stabhochsprung, wo einer der beiden deutschen Teilnehmer dreimal an seiner Anfangshöhe scheiterte. Alle anderen sieben Wettbewerbe verbuchten die bundesdeutschen Leichtathleten für sich und erzielten dabei sechs Doppelerfolge. So gab es auch in Münster mit 131 zu 81 Punkten einen klaren Erfolg für die Bundesrepublik Deutschland.

## Legende
Kurze Übersicht zur Bedeutung der Symbolik – so üblicherweise auch in sonstigen Veröffentlichungen verwendet:
| NMH | keine Höhe (No Mark) |

## Resultate

### 100 m
| Platz | Athlet              | Land | Zeit (s) |
| ----- | ------------------- | ---- | -------- |
| 1     | Klaus-Dieter Bieter | FRG  | 10,5     |
| 2     | Bert de Jager       | NLD  | 10,6     |
| 3     | Rolf Lewandowski    | FRG  | 10,6     |
| 4     | Eddy Monsels        | NLD  | 10,6     |

### 200 m
| Platz | Athlet        | Land | Zeit (s) |
| ----- | ------------- | ---- | -------- |
| 1     | Jeun de Boer  | NLD  | 21,7     |
| 2     | Edgar Krüger  | FRG  | 21,9     |
| 3     | Peter Honnef  | FRG  | 21,9     |
| 4     | Ad van Boekel | NLD  | 21,9     |

### 400 m
| Platz | Athlet             | Land | Zeit (s) |
| ----- | ------------------ | ---- | -------- |
| 1     | Rijn van de Heuvel | NLD  | 47,8     |
| 2     | Ulrich Reich       | FRG  | 47,8     |
| 3     | Rolf Krüsmann      | FRG  | 47,9     |
| 4     | Loek Franssen      | NLD  | 48,5     |

### 800 m
| Platz | Athlet             | Land | Zeit (min) |
| ----- | ------------------ | ---- | ---------- |
| 1     | Franz-Josef Kemper | FRG  | 1:49,3     |
| 2     | Jens-Bodo Fried    | FRG  | 1:49,9     |
| 3     | Sjef Hensgens      | NLD  | 1:50,2     |
| 4     | Henk Tiebosch      | NLD  | 1:52,6     |

### 1500 m
| Platz | Athlet           | Land | Zeit (min) |
| ----- | ---------------- | ---- | ---------- |
| 1     | Bram Wassenaar   | NLD  | 3:49,6     |
| 2     | Haico Scharn     | NLD  | 3:50,0     |
| 3     | Wolfgang Schmitz | FRG  | 3:50,4     |
| 4     | Erk Maasch       | FRG  | 3:50,4     |

### 5000 m
| Platz | Athlet         | Land | Zeit (min) |
| ----- | -------------- | ---- | ---------- |
| 1     | Egbert Nijstad | NLD  | 14:06,0    |
| 2     | Jos Hermens    | NLD  | 14:06,0    |
| 3     | Hartmut Bräuer | FRG  | 14:08,2    |
| 4     | Wolfgang Falke | FRG  | 14:18,8    |

### 10.000 m
| Platz | Athlet          | Land | Zeit (min) |
| ----- | --------------- | ---- | ---------- |
| 1     | Wolfgang Gloede | FRG  | 29:31,2    |
| 2     | Günter Mielke   | FRG  | 29:34,6    |
| 3     | Piel Vonck      | NLD  | 29:52,8    |
| 4     | Geert Jansen    | NLD  | 30:12,0    |

### 110 m Hürden
| Platz | Athlet              | Land | Zeit (s) |
| ----- | ------------------- | ---- | -------- |
| 1     | Hans van Enkhuijsen | NLD  | 14,3     |
| 2     | Werner Trzmiel      | FRG  | 14,4     |
| 3     | Wolfgang Schulze    | FRG  | 14,6     |
| 4     | Roel Keus           | NLD  | 14,8     |

### 400 m Hürden
| Platz | Athlet         | Land | Zeit (s) |
| ----- | -------------- | ---- | -------- |
| 1     | Werner Reibert | FRG  | 51,9     |
| 2     | Hubert Schwan  | FRG  | 52,5     |
| 3     | Wim Braaksma   | NLD  | 52,8     |
| 4     | Jan Struyk     | NLD  | 53,8     |

### 3000 m Hindernis
| Platz | Athlet          | Land | Zeit (min) |
| ----- | --------------- | ---- | ---------- |
| 1     | Rolf Burscheid  | FRG  | 8:51,2     |
| 2     | Werner Schumann | FRG  | 8:56,4     |
| 3     | Henk Kalf       | NLD  | 9:15,4     |
| 4     | Steef Kijne     | NLD  | 9:40,6     |

### 4 × 100 m Staffel
| Platz | Besetzung      | Land                                                    | Zeit (s) |
| ----- | -------------- | ------------------------------------------------------- | -------- |
| 1     | BR Deutschland | Klaus Ehl Klaus-Dieter Bieler Edgar Krüger Peter Honnef | 40,5     |
| 2     | Niederlande    | Jeun de Boer Eddy Monsels Ad van Boekel Bert de Jager   | 40,6     |

### 4 × 400 m Staffel
| Platz | Besetzung      | Land                                                          | Zeit (min) |
| ----- | -------------- | ------------------------------------------------------------- | ---------- |
| 1     | BR Deutschland | Werner Huhn Bodo Neumann Peter Stemmermann Ulrich Reich       | 3:12,0     |
| 2     | Niederlande    | Loek Franssen Toine van de Goolberg Mahieu Rijn van de Heuvel | 3:19,2     |

### Hochsprung
| Platz | Athlet           | Land | Höhe (m) |
| ----- | ---------------- | ---- | -------- |
| 1     | Peter Frost      | FRG  | 2,08     |
| 2     | Roland Hartmann  | FRG  | 2,05     |
| 3     | Ed de Noorlander | NLD  | 1,90     |
| 4     | Peter Geelen     | NLD  | 1,90     |

### Stabhochsprung
| Platz | Athlet          | Land | Höhe (m)                                  |
| ----- | --------------- | ---- | ----------------------------------------- |
| 1     | Manfred Beckers | FRG  | 4,95                                      |
| 2     | Bert Krijnen    | NLD  | 4,70                                      |
| 3     | Ruud Dellensen  | NLD  | 4,40                                      |
| NMH   | Frank Kornatz   | FRG  | gescheitert an der Anfangshöhe von 4,50 m |

### Weitsprung
| Platz | Athlet         | Land | Weite (m) |
| ----- | -------------- | ---- | --------- |
| 1     | Wolfgang Delfs | FRG  | 7,49      |
| 2     | Hans Pfister   | FRG  | 7,38      |
| 3     | Ben Saris      | NLD  | 7,36      |
| 4     | Ad de Jong     | NLD  | 7,22      |

### Dreisprung
| Platz | Athlet          | Land | Weite (m) |
| ----- | --------------- | ---- | --------- |
| 1     | Rolf Liebs      | FRG  | 15,46     |
| 2     | Cees de Kort    | NLD  | 15,06     |
| 3     | Theo Stappen    | FRG  | 15,02     |
| 4     | Max van de Does | NLD  | 14,11     |

### Kugelstoßen
| Platz | Athlet        | Land | Weite (m) |
| ----- | ------------- | ---- | --------- |
| 1     | Rolf Engels   | FRG  | 18,45     |
| 2     | Josef Forst   | FRG  | 17,40     |
| 3     | Piet Klaasen  | NLD  | 14,49     |
| 4     | Nico Kriatkow | NLD  | 14,33     |

### Diskuswurf
| Platz | Athlet             | Land | Weite (m) |
| ----- | ------------------ | ---- | --------- |
| 1     | Hein-Direck Neu    | FRG  | 59,28     |
| 2     | Ferdinand Schladen | FRG  | 53,70     |
| 3     | Nico Kriatkow      | NLD  | 46,80     |
| 4     | Piet Klaassen      | NLD  | 45,94     |

### Hammerwurf
| Platz | Athlet          | Land | Weite (m) |
| ----- | --------------- | ---- | --------- |
| 1     | Karl-Hans Riehm | FRG  | 68,24     |
| 2     | Hans Fahsl      | FRG  | 67,46     |
| 3     | Wim Schoemaker  | NLD  | 48,06     |
| 4     | Josef Gerards   | NLD  | 46,76     |

### Speerwurf
| Platz | Athlet             | Land | Weite (m) |
| ----- | ------------------ | ---- | --------- |
| 1     | Hermann Schlechter | FRG  | 76,88     |
| 2     | Hermann Salomon    | FRG  | 69,94     |
| 3     | Ab Slaman          | NLD  | 61,78     |
| 4     | Anton Ebben        | NLD  | 59,58     |